# Serafino Aldo Barbaro
Serafino Aldo Barbaro (Catanzaro, 2 gennaio 1922 – Coassolo Torinese, 21 aprile 1944) è stato un partigiano italiano, medaglia d'oro al valor militare alla memoria.

## Biografia
Conclusi gli studi al liceo "Petrarca" di Trieste, città nella quale i suoi si erano trasferiti, Barbaro aveva deciso di frequentare l'Accademia militare. Sottotenente nel 151º Reggimento della Divisione "Sassari", nel febbraio del 1943 era stato mandato nei Balcani, inquadrato nel 52º Reggimento della Divisione "Cacciatori delle Alpi".
Rimpatriato subito dopo l'armistizio, il giovane ufficiale a metà settembre era già tra i partigiani della II Divisione d'assalto Garibaldi "Piemonte", distinguendosi in numerose audaci azioni nelle Valli di Lanzo. Alcune di queste sono ricordate nella motivazione della massima ricompensa al valore militare di cui è stato insignito: attacchi a formazioni nazifasciste, distruzione d'impianti militari, sabotaggi alle vie di comunicazione.
A Barbaro fu fatale la realizzazione di un piano per rifornire di armi le formazioni partigiane: con un gruppo di uomini in divisa da "repubblichini" era andato a "dare il cambio" alle guardie di un deposito d'armi. I partigiani non avevano destato sospetti ed erano riusciti ad entrare nell'edificio, dove avevano caricato di armi e munizioni un autocarro. Furono intercettati poco dopo essersi allontanati dal deposito. Raggiunto da un proiettile, Barbaro, che era alla guida dell'automezzo, riuscì a mantenerne il controllo e a condurre l'automezzo sino ad una casa isolata presso Coassolo, dove i partigiani si disposero per la notte. Ma i nazifascisti avevano organizzato subito un rastrellamento nella zona. Sorpresi nel sonno i partigiani, grazie al loro comandante che li copriva, riuscirono a sganciarsi. Barbaro, dopo aver sparato sino all'ultimo colpo del suo mitra, fu catturato e immediatamente passato per le armi.